# Padules
Padules – gmina w Hiszpanii, w prowincji Almería, w Andaluzji, o powierzchni 26,49 km². W 2011 roku gmina liczyła 520 mieszkańców.